# Esquire Records
Esquire Records war ein britisches Jazz- und Blues-Plattenlabel, das 1947 gegründet wurde. Das Label Esquire Records gehörte mit dem etwas später gegründeten Label Tempo zu den bekannten Plattenfirmen des englischen Nachkriegsjazz. Esquire war das erste Label, das Modern Jazz in England auf Schallplatte in Großbritannien veröffentlichte, war aber stilistisch nicht festgelegt, sondern veröffentlichte auch Aufnahmen des traditionellen Jazz. 

## Geschichte
Esquire wurde im Jahr 1947 von Carlo Krahmer und Peter Newbrook gegründet und veröffentlichte zunächst Aufnahmen von Victor Feldman, Jimmy Deuchar und Tommy Whittle. Für Esquire aufnehmende Künstler waren vor allem die Musiker, die im Londoner Club Eleven spielten, wie Ronnie Scott, John Dankworth, Dennis Rose, Tony Crombie, Don Rendell, Laurie Morgan, Tommy Pollard und Tony Kinsey.
Esquire veröffentlichte darüber hinaus Aufnahmen US-amerikanischer Labels, wie für Dial Records die Aufnahmen Charlie Parkers sowie von Al Haig, Chubby Jackson, Cy Laurie, Ray McKinley, Tyree Glenn, Benny Green, Zoot Sims, dem Modern Jazz Quartet und den Prestige-Katalog mit Musik von Miles Davis, Gene Ammons und anderen; außerdem Titel des Chicagoer Blues-Labels Delmark und des schwedischen Metronome-Labels. Die Firma führte damit den schwedischen Jazz in Großbritannien ein und brachte Schallplatten von Lars Gullin, Bengt Hallberg und Arne Domnérus heraus. 
In den ersten Jahren der Firma bestand der Katalog aus einer Reihe von 78-rpm-Schellackplatten; 1952 erschien bei Esquire die erste 25-cm-Langspielplatte des Modern Jazz. In diesem Format veröffentlichte sie bis 1956 um 25 Alben, meist im 10-Inch-Format. In dieser Zeit wurden auch um die 40 EPs auf den Markt gebracht, wie 1956 St.Thomas/Strode Rode von Sonny Rollins. Zu den frühen LPs im 12-Inch-Format gehörten Tenor Conclave von John Coltrane und Humphrey Lytteltons Album Delving Back with Humph (1959).
Die Plattenfirma bestand bis in die Mitte der 1970er Jahre; nach Carlo Krahmers Tod wurde sie von seiner Witwe Greta weitergeführt. In den 1980er Jahren übernahm Peter Newbrook, der 2009 starb, die Wiederveröffentlichung des Esquire Jazz-Katalogs in einer „Esquire Treasure Chest“ genannten Reihe von LPs.